# Republika Serbskiej Krajiny
Republika Serbskiej Krajiny, także Republika Serbska Krajina (serb. Република Српска Крајина) – nieuznane przez społeczność międzynarodową państwo na Bałkanach, istniejące w latach 1991–1995.

## Historia
W latach 80. XX wieku nastąpił wzrost konfliktów pomiędzy Serbami a Chorwatami zamieszkującymi Krajinę. Po wyborze Franjo Tuđmana na prezydenta Chorwacji w kwietniu 1990 Serbowie zażądali niepodległości. W lipcu powstała Serbska Rada Narodowa na czele z Milanem Babiciem. W przeprowadzonym przez SRN w sierpniu referendum 99,7% ludności opowiedziało się za oderwaniem od Chorwacji.
21 grudnia 1990 serbska administracja uznała Krajinę za autonomiczną republikę w ramach Chorwacji. 1 kwietnia 1991 zażądano od rządu Chorwacji uznania niepodległości Krajiny.
Sytuację zaogniło ostateczne wystąpienie Chorwacji z Federacji Jugosłowiańskiej 25 czerwca 1991. Od sierpnia armię RSK zaczęły wspierać wojska Serbii, wskutek czego cała Krajina została opanowana przez Serbów.
19 grudnia 1991 Republika Serbskiej Krajiny oficjalnie ogłosiła swoją niepodległość. Nowe państwo objęło 17 028 km² powierzchni, zamieszkanych przez ponad 468 tysięcy ludzi. Stolicą został Knin.
W styczniu 1992 Chorwacja i Serbia podpisały zawieszenie broni. Rząd Chorwacji nie uznał jednak niepodległości RSK, proponując jedynie autonomię.
Również społeczność międzynarodowa nie uznała Republiki Serbskiej Krajiny, choć posiadała ona wszystkie cechy niepodległego państwa (własny rząd, administracja, armia, waluta, znaczki pocztowe) i de facto sama kontrolowała swoje terytorium.
Sytuację zmienił dopiero wybuch wojny w Bośni. We wrześniu 1993 do Krajiny wkroczyły wojska chorwackie, znów rozpoczynając wojnę. Główny trzon sił serbskich stanowiło komando pod dowództwem Željko Ražnatovića ps. „Arkan”.
Na początku 1995 społeczność międzynarodowa zaproponowała rozwiązanie konfliktu w sposób pokojowy – w tzw. planie Z-4 Krajina miała pozostać w granicach Chorwacji, ale z bardzo szeroką autonomią (m.in. własna polityka monetarna i finansowa, własna flaga, herb i hymn, osobny prezydent jako głowa autonomii, strefa zdemilitaryzowana bez chorwackiego wojska), ale obie strony (jak również rząd w Belgradzie) do projektu tego odniosły się negatywnie.
Wkrótce potem Chorwaci dokonali ostatecznego uderzenia militarnego, zajmując całą Krajinę w ramach operacji Błysk i operacji Burza.
Rząd Chorwacji zgodził się na utworzenie autonomicznej republiki serbskiej w regionie Srem-Baranja (Wschodnia Slawonia, Baranja i Zachodni Srem). 7 lutego 1998 autonomia serbska została zlikwidowana.

## Prezydenci Republiki Serbskiej Krajiny
- Milan Babić 1991–1992
- Mile Paspalj 1992 (tymczasowo)
- Goran Hadžić 1992–1994
- Milan Martić 1994–1995

## Premierzy Republiki Serbskiej Krajiny
- Milan Babić 1991
- Dušan Vještica 1991–1992
- Risto Matković 1992 (tymczasowo)
- Zdravko Zecević 1992–1993
- Đorđe Bjegović 1993–1994
- Borislav Mikelić 1994–1995
- Milan Babić 1995

## Rząd RSK na uchodźstwie
12 września 2008 rząd Republiki Serbskiej Krajiny na uchodźstwie uznał niepodległość Osetii Południowej i Abchazji (На основу одлуке Скупштине Републике Српске Крајине у избеглиштву Скупштине РСК признала Републике Абхазију и Јужну Осетију).